# Dana Andrews
Dana Andrews (Collins, 1 januari 1909 – Los Alamitos, 17 december 1992) was een Amerikaans filmacteur.
Andrews speelde zijn eerste filmrol van betekenis naast Gary Cooper in The Westerner (1940) van regisseur William Wyler.
Daarna speelde hij rollen in uiteenlopende films, waarvan The Ox-Bow Incident (1943) de belangrijkste was.
In 1944 brak hij bij het grote publiek door met een van de hoofdrollen in de film noir Laura van regisseur Otto Preminger. In Laura, waarin hij speelde naast Gene Tierney, Clifton Webb en Vincent Price, vertolkte Andrews de rol van politie-inspecteur Mark McPherson, die geobsedeerd raakt door het moordslachtoffer Laura Hunt en daardoor zijn onderzoek ernstig compromitteert. 
In de jaren daarna speelde hij nog drie keer in een film van Preminger: Fallen Angel (1945) (met Alice Faye en Linda Darnell), Daisy Kenyon (1947) (met Joan Crawford en Henry Fonda) en Where the Sidewalk Ends (1950) (opnieuw met Gene Tierney). De films met Preminger behoren, samen met While the City Sleeps (1956) en Beyond a Reasonable Doubt (1956), beide van regisseur Fritz Lang, tot de belangrijkste films van zijn carrière. In 1946 speelde Andrews oorlogsveteraan Fred Derry in The Best Years of Our Lives, eveneens van Wyler, die daarmee als regisseur de Academy Award won voor "Best Picture". 
Begin jaren vijftig raakte Andrews carrière en knappe uiterlijk in verval door drankproblemen, die hij overigens later - ook publiekelijk - overwon. Van 1963 tot en met 1965 was de acteur voorzitter van het invloedrijke Screen Actors Guild. Hij overleed in 1992 in Los Alamitos, Californië, aan hartfalen en longontsteking. 

## Filmografie
- The Westerner (filmdebuut, 1940)
- Lucky Cisco Kid (1940)
- Sailor's Lady (1940)
- Kit Carson (1940)
- Tobacco Road (1941)
- Belle Starr (1941)
- Ball of Fire (1941)
- Swamp Water (1941)
- Berlin Correspondent (1942)
- Crash Dive (1943)
- The Ox-Bow Incident (1943)
- The North Star
- December 7th (1943)
- Up in Arms (1944)
- The Purple Heart (1944)
- Wing and a Prayer (1944)
- Laura (1944)
- State Fair (1945)
- Fallen Angel (1945)
- A Walk in the Sun (1945)
- Canyon Passage (1946)
- The Best Years of Our Lives (1946)
- Daisy Kenyon (1947)
- Boomerang (1947)
- Night Song (1948)
- The Iron Curtain (1948)
- No Minor Vices (1948)
- Deep Waters (1948)
- My Foolish Heart (1949)
- Sword in the Desert (1949)
- The Forbidden Street (1949)
- Where the Sidewalk Ends (1950)
- Edge of Doom (1950)
- Sealed Cargo (1951)
- The Frogmen (1951)
- I Want You (1951)
- Assignment: Paris (1952)
- Elephant Walk (1954)
- Three Hours to Kill (1954)
- Duel in the Jungle (1954)
- Strange Lady in Town (1955)
- Smoke Signal (1955)
- While the City Sleeps (1956)
- Comanche (1956)
- Beyond a Reasonable Doubt (1956)
- Zero Hour! (1957)
- Spring Reunion (1957)
- Night of the Demon (1957)
- Enchanted Island (1958)
- The Fearmakers (1958)
- The Crowded Sky (1960)
- Madison Avenue (1962)
- The Twilight Zone (1963)
- No Time Like the Past (1963)
- In Harm's Way (1965)
- The Satan Bug (1965)
- Brainstorm  (1965)
- Berlin, Appointment for the Spies (1965)
- Crack in the World (1965)
- Town Tamer (1965)
- Battle of the Bulge (1965)
- The Loved One (1965)
- The Frozen Dead (1966)
- Johnny Reno (1966)
- Hot Rods to Hell (1967)
- Il Cobra (The Cobra) (1967)
- The Devil's Brigade (1968)
- Innocent Bystanders (1972)
- Airport 1975 (1974)
- Take a Hard Ride (1975)
- The Last Tycoon (1976)
- Good Guys Wear Black (1978)
- A Tree, a Rock, a Cloud (1978)
- Born Again (1978)
- The Pilot (1979)
- Prince Jack (1984)